# Kazimir
Kazimir je moško osebno ime.

## Izvor imena
Ime Kazimir je slovanskega izvora. Zloženo je iz besed kaziti in mir, to je prvotno »tisti, ki kazi, ruši mir«  

## Različice imena
- moške različice imena: Kažimir, Mirko, Miro
- ženske različice imena: Kazimiera, Kazimira, Mira

## Tujejezikovne različice imena
- pri Čehih, Slovakih: Kazimír
- pri Italijanih: Casimiro
- pri Madžarih: Kázmér
- pri Nemcih: Kasimir
- pri Poljakih: Kazimierz
- pri Rusih, Ukrajincih: Казимир (Kazimir)

## Pogostost imena
Po podatkih Statističnega urada Republike Slovenije je bilo na dan 31. decembra 2007 v Sloveniji število moških oseb z imenom Kazimir: 195.

## Osebni praznik
V koledarju je ime Kazimir zapisano 4. marca (Kazimir, poljski kraljevič in svetnik, † 4. mar. 1621).